# Бондай-Біч
Бонді-Біч (англ. Bondi Beach) — популярний пляж і назва навколишнього передмістя Сіднея. Бонді-Біч розташований за 7 кілометрів на схід від центрального ділового району Сіднея, в районі місцевого самоврядування ради Уеверлі, в Східному передмісті. Населення — 11 656 чоловік. Поштовий індекс — 2026. Сусідні передмістя — Бонді, Норт-Бонді і Бонді Джанкшен. Бонді-Біч є одним із найвідвідуванішим туристичних об'єктів Австралії.